# Mohammad Ali Foroughi

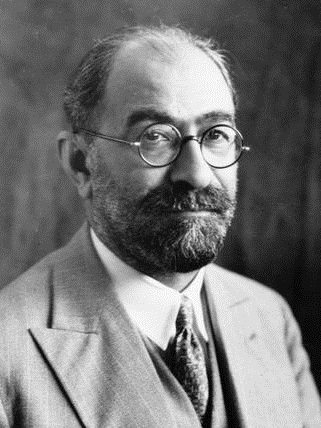
Mohammad Ali Foroughi

Mohammad Ali Foroughi Zoka-al Molk (persisch محمدعلی فروغی ذکاءالملک; * 1877 in Teheran; † 26. November 1942 ebenda) war ein iranischer Wissenschaftler und Politiker. Unter anderem war er Ministerpräsident seines Landes.

## Leben
Mohammad Ali wurde 1877 in Teheran geboren. Sein Vater Mirza Mohammad Hoseyn Foroughi gehörte zu den gebildeten Eliten des Landes. Er arbeitete im Übersetzungsbüro (Dar-al Tarjomeh) von Naser al-Din Schah und wurde später Leiter des Übersetzungsbüros. Naser al-Din Schah war es auch, der ihm den Titel Zoka al Molk (Intelligenz des Königreichs) verlieh. Nach dem Tod seines Vaters ging der Titel auf Mohammad-Ali über.
Mohammad Alis Vater kümmerte sich persönlich um die Ausbildung seines Sohnes. Die Sprachbegabung schien in der Familie zu liegen, jedenfalls lernte Mohammad-Ali in seiner Jugend nicht nur seine Muttersprache Persisch, sondern auch Arabisch, Französisch und Englisch. Mit 17 Jahren begann Mohammad-Ali wie sein Vater zuvor seine Tätigkeit im Übersetzungsbüro.
1899 begann Mohammad Ali Foroughi seine Lehrtätigkeit an der neu gegründeten Teheraner Hochschule für Politische Wissenschaften (Madreseh-e olum-e siyasi), dessen Leitung seinem Vater übertragen worden war. Da es noch keine Lehrbücher für Geschichte und politische Wissenschaften auf Persisch gab, schrieb Foroughi mehrere Lehrbücher, wie „Die Geschichte der Völker Asiens“, „Die Geschichte Irans“ und „Die Geschichte Roms“. Neben seinen historischen Kursen gab Foroughi auch Kurse in Volkswirtschaftslehre und Recht. Als Vorbereitung auf seinen Kurs in Volkswirtschaftslehre übersetzte er Adam Smiths „Wohlstand der Nationen“. Nach dem Tod seines Vaters übernahm Foroughi 1907 die Leitung der Hochschule.
Foroughis politische Laufbahn begann 1909 mit seiner Wahl ins neu gegründete Parlament. 1911 wurde Foroughi Finanzminister und später Justizminister. Nach Ende des Ersten Weltkrieges war Foroughi ein Mitglied der iranischen Delegation, die von Ahmad Schah Kadschar zur Pariser Friedenskonferenz 1919 nach Versailles entsandt worden war. Auf Intervention der britischen Regierung wurde die Delegation allerdings nicht zu der Konferenz zugelassen und musste unverrichteter Dinge wieder nach Hause fahren.

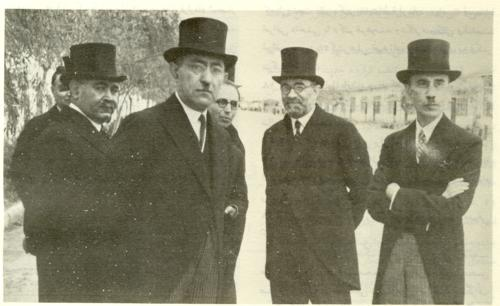
Foroughi mit Mitgliedern seines Kabinetts ca. 1935

Foroughi beklagte oft die politische Apathie seiner Landsleute: 

„Wir haben keine Nation und auch keine öffentliche Meinung. … Es gibt keine Hoffnung auf eine politische Zukunft, solange es keine öffentliche Meinung gibt.“

1923 übernahm Foroughi wieder Ministerposten in den Kabinetten, die auf den Putsch von Seyyed Zia al Din Tabatabai und Reza Khan, dem späteren Reza Schah Pahlavi, folgten. Als Reza Khan Premierminister geworden war, übernahm Foroughi das Amt des Außenministers. Foroughi unterstützte die Bemühungen Reza Khans, die Monarchie im Iran abzuschaffen und zu Gunsten einer Republik zu ersetzen. Nachdem die Geistlichkeit sich entschieden gegen eine Republik ausgesprochen hatte, da sie eine zu starke Säkularisierung der Gesellschaft und damit das Schwinden ihrer Macht fürchtete, entwickelte Reza Khan mit Unterstützung von Foroughi den Plan, Ahmad Schah Kadschar abzusetzen und Reza Khan zum neuen Schah zu krönen. Foroughi arbeitete als Vorsitzender einer parlamentarischen Verfassungskommission, die die Verfassung von 1906 ergänzenden Artikel aus, mit der die Dynastie der Pahlavies gegründet wurde. Am 12. Dezember 1925 wurde Reza Schah Pahlavi auf Beschluss des Parlaments zum Schah von Iran bestimmt. Bei der Krönungszeremonie im April 1926 hielt Foroughi die Laudatio.
Foroughi bekleidete ein Jahr lang das Amt des Premierministers, trat dann aber im Juni 1926 zurück. Die dringend anstehenden politischen Reformen wurden von Abdolhossein Teymurtasch und Ali-Akbar Davar unter dem neuen Premierminister Hassan Mostofi in Angriff genommen. Foroughi wurde als Botschafter in die Türkei entsandt. Zurück im Iran übernahm er 1930 für kurze Zeit das neu geschaffene Amt eines Wirtschaftsministers, wurde aber dringend als Außenminister benötigt und reiste in dieser Eigenschaft zum Völkerbund nach Genf, um dort die Interessen Irans zu vertreten.
Im August 1933 wurde Foroughi ein weiteres Mal Premierminister und blieb es bis zum 3. Dezember 1935. Reza Schah hatte seinen Rücktritt gefordert, nachdem sich Foroughi für seinen Schwiegersohn Mohammad Vali Asadi, den Schatzmeister der Moschee in Mashad, eingesetzt hatte. Asadi war als einer der Hauptverantwortlichen für die gewaltsamen Demonstrationen ab Juli 1935 gegen Reza Schahs Dekret, mit dem das Tragen des Tschadors verboten worden war, verhaftet worden. Asadi wurde von einem Militärgericht zum Tode verurteilt, und am 21. Dezember 1935 exekutiert.

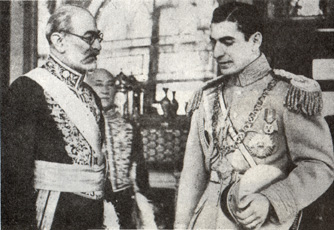
Premierminister Foroughi und Mohammad Reza Schah Pahlavi

Foroughi nahm seine wissenschaftliche Tätigkeit wieder auf und veröffentlichte eine dreibändige „Geschichte der europäischen Philosophie“, er übersetzte Werke von Descartes und Sokrates ins Persische und arbeitete an einem persischen Wörterbuch der philosophischen Begriffe mit. Als Premierminister hatte Foroughi 1935 die Akademie der persischen Sprache und Literatur (Farhangestan) gegründet. Jetzt, nachdem er sich aus der Politik zurückgezogen hatte, erarbeitete Foroughi an Kommentaren und erweiterten Ausgaben der Werke von Ferdowsi, Saadi, Hafis und Rumi.
Die wissenschaftliche Arbeit Foroughis wurde jäh durch die anglo-sowjetische Invasion Irans im Jahre 1941 beendet. Reza Schah rief ihn zu sich und fragte ihn, ob er ein weiteres Mal das Amt des Premierministers übernehmen wolle. Trotz seiner angeschlagenen Gesundheit sagte Foroughi zu. 21 Tage nach seiner Ernennung zum Premierminister musste Reza Schah auf britischen Druck hin zu Gunsten seines Sohnes Mohammad Reza Pahlavi zurücktreten. Foroughi entwarf das Rücktrittsgesuch, das dann von Reza Schah am 18. September 1941 unterschrieben wurde. Foroughi blieb unter Mohammad Reza als Premierminister im Amt und handelte mit dem britischen und sowjetischen Botschafter das am 29. Januar 1942 vom iranischen Parlament bestätigte Dreimächteabkommen aus, das die territoriale Integrität Irans bestätigte und den Abzug der sowjetischen und britischen Truppen sechs Monate nach Ende des Krieges vorsah. Das Abkommen sollte nach Ende des Krieges im Jahr 1946 eine entscheidende Bedeutung bei dem mit Hilfe der USA erfolgten Zurückdrängen der sowjetischen Truppen aus dem Norden Irans und der Auflösung der von den Sowjets unterstützten Aserbaidschanischen Volksregierung erlangen.
Am 8. Januar 1942 kam es in Teheran zu einem Attentat auf Premierminister Foroughi. Der Attentäter Mohammad Ali Roshan gab mehrere Schüsse auf Foroughi ab. Im März 1942 trat Foroughis als Premierminister zurück und wurde Hofminister. Mohammad Reza Schah bot ihm den Posten des iranischen Botschafters in den USA an. Doch bevor Foroughi sein neues Amt antreten konnte, verstarb er am 26. November 1942.
Foroughi war Ehrenmitglied der Akademie der Wissenschaften der UdSSR.

## Bücher
Foroughi veröffentlichte zahlreiche Bücher, darunter
„Die Geschichte Irans“,
„Die Geschichte der Völker Asiens“,
„Die römische Geschichte“,
„Konstitutionelle Etikette“,
„Einführung in die Physik“,
„Weite Gedanken“,
„Sokratisches Denken“,
„Geschichte der europäischen Philosophie“,
„Botschaft an den Westen“,
„Die Natur der Musik“,
„Die Kunst Vorlesungen zu halten“, und
ein Buch zu Schāhnāme.